# Emerson Dimas
Emerson Eliézer Dimas Vásquez (ur. 10 sierpnia 2001 w La Chorrera) – panamski piłkarz występujący na pozycji bramkarza, od 2024 roku zawodnik UMECIT.